# Lee County (Mississippi)
Lee County is een county in de Amerikaanse staat Mississippi.
De county heeft een landoppervlakte van 1.164 km² en telt 75.755 inwoners (volkstelling 2000). De hoofdplaats is Tupelo.

## Bevolkingsontwikkeling

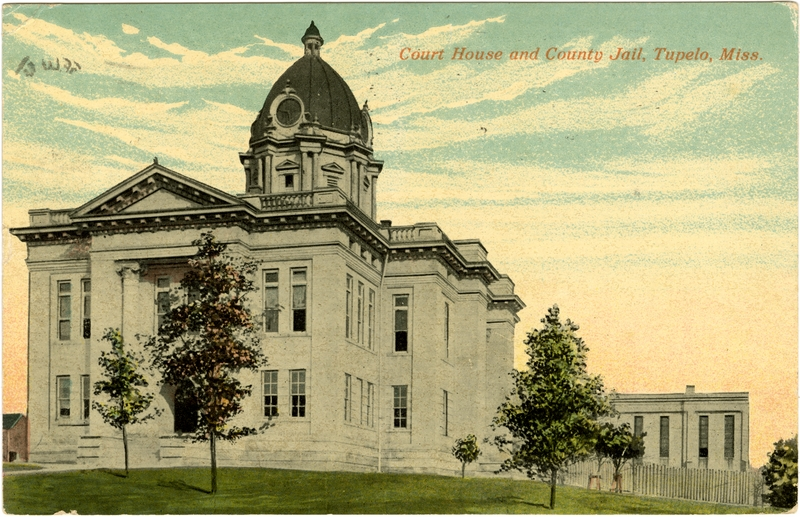
Lee County Courthouse